# آرثر سترينغر (كاتب)
آرثر سترينغر (بالإنجليزية: Arthur Stringer)‏ (26 فبراير 1874، تشاتام كينت في كندا - 13 سبتمبر 1950 في الولايات المتحدة)؛ شاعر، كاتب سيناريو وروائي كندي. درس في جامعة تورنتو.

## روابط خارجية
- آرثر سترينغر على موقع IMDb (الإنجليزية)
- آرثر سترينغر على موقع ميوزك برينز (الإنجليزية)
- آرثر سترينغر على موقع ديسكوغز (الإنجليزية)
- آرثر سترينغر على موقع قاعدة بيانات الفيلم (الإنجليزية)